# Merismopediaceae
Famille

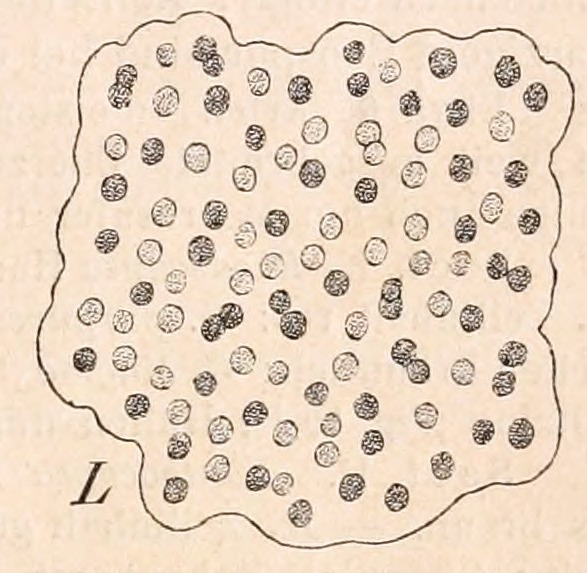
Aphanocapsa castagnei Rbh.

Les Merismopediaceae sont une famille de cyanobactéries de l’ordre des Synechococcales.

## Liste des genres
Selon AlgaeBase (16 août 2017) :
- genre Aphanocapsa C.Nägeli
- genre Coccopedia O.V.Troitzkaja (Troickaja)
- genre Cyanotetras F.Hindák
- genre Eucapsis F.E.Clements & H.L.Shantz
- genre Limnococcus (Komárek & Anagnostidis) Komárková, Jezberová, O.Komárek & Zapomelová
- genre Mantellum P.J.L.Dangeard
- genre Merismopedia F.J.F.Meyen
- genre Microcrocis P.G.Richter
- genre Pannus B.Hickel
- genre Pilgeria Schmidle
- genre Synechocystis C.Sauvageau

Selon World Register of Marine Species (16 août 2017) :
- sous-famille des Gomphosphaerioideae
  - genre Coelocystis Nägeli, 1849
  - genre Coelomoron Buell, 1938
  - genre Coelosphaerium Nägeli, 1849
  - genre Siphonosphaera Hindák, 1988
  - genre Snowella Elenkin, 1938
- sous-famille des Merismopedioideae
  - genre Aphanocapsa Nägeli, 1849
  - genre Coccopedia Troickaja, 1922
  - genre Coelosphaeriopsis Lemmermann, 1899
  - genre Cyanotetras Hindák, 1988
  - genre Eucapsis Clements & Shantz, 1909
  - genre Geminocystis Korelusová, Kastovský & Komárek, 2009
  - genre Gonidium Ehrenberg, 1849
  - genre Lithococcus Ercegovc, 1925
  - genre Lithomyxa Howe, 1932
  - genre Mantellum P.J.L. Dangeard, 1941
  - genre Merismopedia Meyen, 1839
  - genre Paracapsa Naumann, 1924
  - genre Pseudoholopedia (Ryppowa) Elenkin, 1938
  - genre Synechocystis Sauvageau, 1892
- genre Beckia Elenkin, 1933
- genre Pilgeria Schmidle, 1901
- genre Sorospora Hassall, 1845